# 桂正和×鳥山明共作短編集 カツラアキラ
『桂正和×鳥山明 共作短編集 カツラアキラ』（かつらまさかず かける とりあまあきら きょうさくたんぺんしゅう カツラアキラ）は、桂正和と鳥山明による漫画短編集。掲載されている作品は『銀河パトロールシリーズ』である『さちえちゃんグー!!』と『JIYA -ジヤ-』。雑誌掲載から4〜6年後となる2014年の4月4日にジャンプコミックスから発売された。

## さちえちゃんグー!!

### 概要（さちえちゃんグー!!）
原作：鳥山明・漫画：桂正和による読切漫画作品。『ジャンプスクエア』創刊記念読切シリーズとして同誌2008年5月号に掲載。全53ページで巻頭3ページはカラー。鳥山の意図によりレトロな作風となっている。
忍者の末裔である女子中学生さちえを主人公とし、助っ人を求めて地球にやって来た宇宙人が彼女と共に格闘大会のチャンピオンザリドを用心棒として自分たちの星へと連れて行く物語。
「原作ぐらいだったらできるかも」とほのめかしていた鳥山に、桂を作画とした読切の執筆を『ジャンプスクエア』編集長（掲載当時）の茨木政彦が打診。旧知の仲であり、作風が正反対な桂との合作に興味を持ち承諾した。一方桂は鳥山より合作の連絡を受け、『ZETMAN』の連載があることからも当初冗談だと思っていた。執筆に当たり桂は原則鳥山のスタイルに合わせることとし、編集者のようなスタンスで打ち合わせを行った。しかし感動的な描写を意図的に避ける鳥山と入れたがる桂とでネームの打ち合わせは難航した。
タイトルは構想段階では『さちえちゃんGOGO!』だったが、似たアニメがあり鳥山が「そこからいただいた感じがして」と嫌がったため変更となった。

### 登場人物（さちえちゃんグー!!）
さちえ
日本の里山中学校に通うギャル風少女。14歳。忍者の子孫であり、格闘チャンピオン百地二十太夫（ももち にじゅうだゆう）の娘。手裏剣の髪留めをつけており、尻にアザがある。オクト星人のプレゼント目当てで父親の代わりにミル一味退治に乗り出し、宇宙船でオクト星へ向かう。
ザリド
格闘ワールドカップジュニアクラスチャンピオンの少年。17歳。故郷の村の土地が枯れ果てたため、ミル一味を退治してオクト星人から報酬のプレゼントとして当面の食料500キロ分の豆をもらおうとする。有名であり、さちえのクラスの女子に人気がある。
オクト星人（オクトせいじん）
オクト星に住むタコのような姿の宇宙人。平和主義で力は強くない。オクト星にやってきたミル一味に苦しめられており、力の強い地球人に助けを求める。皆同じ容姿をしているため地球人のさちえたちには見分けがつかない。宇宙中のどんな言葉もわかる翻訳機や、カタログに載っているものならどんなものでも1つだけ出すことができる機械を持っている。
桂のラフ段階では鳥山の漫画『Dr.スランプ』に登場するニコチャン大王リスペクトということで、後頭部が尻になっているデザインだったが鳥山に「キモチワルイ」と没にされ、決定稿は鳥山のネームの絵ほぼそのままとなった。
ミル
おたずね者の3人組の悪党「ミル一味」の親分。頬骨が出た中年顔で、小柄で肥満気味だが脚は細長い。どこかの星からオクト星にやってきて村を襲い、ジュースを要求する。子分2人を倒したザリドが手も足も出ない強さだが、「爆力丸ラーメン」を食べて力を爆発させたさちえにはかなわなかった。3人とも型（タイプ）と大きさは地球人に似ている。
クチョ
ミルの子分。痩せ型で銃を持っている。
コレイト
ミルの子分。大柄で銃を持っている。
銀河パトロール隊員（ぎんがパトロールたいいん）
多くの星を取り締まる、悪人たちが恐れる強い警察官。オクト星人もミル一味の件で助けを求め連絡していたが、いくら待っても来ないため地球人に依頼することになった。さちえたちがミル一味を倒した後に遅れてやってきて、さちえとザリドに銀河パトロール勲章を授ける。銀河パトロールのマークはさちえの尻のアザに似た形をしている。
デザインのベースはウルトラマン。銀河パトロール隊は色々な宇宙人の集まりで、『さちえちゃんグー!!』に登場したのは巨人系の宇宙人という設定。

### 用語（さちえちゃんグー!!）
オクト星（オクトせい）
地球よりも文明が発達した星。空気中の成分はほとんど地球と同じ。悪そのものが存在しない平和な星であるため、よその星から来た悪党には対処できない。地球から遠く離れた場所にあるが、オクト星人の宇宙船では地球から1時間ほどで到着できる。
ラッカ星（ラッカせい）
ミルがザリドを見て、どこの星の人間か推測した時に地球と共に挙げた星。
爆力丸（ばくりきがん）
百地家に代々伝わる一気に力を爆発させる秘薬。その丸薬は苦く固く飲み込むのに激しい我慢が必要だったため、さちえの祖父である百地二十一太夫（ももち にじゅういちだゆう）は研究に研究を重ねたうえ製麺メーカーの友人に頼み、麺とスープに爆力丸を混入し湯を注いで3分待てばそこそこおいしく食べられるカップ麺として結実させた。ただし、このカップ麺は消化が良く効力は長くない。

## JIYA -ジヤ-

### 概要（JIYA -ジヤ-）
原作：鳥山明・漫画：桂正和によるSF漫画作品。『ヤングジャンプ』創刊30周年記念作品として同誌2010年2・3合併号（2009年12月10日発売）から6号までの全3回で短期集中連載された。
大ノミを手下とした凶悪な吸血鬼バンパが猛威を振るっている地球に訪れた、銀河パトロール隊員ジヤの活躍を描く。銀河パトロールの設定は、前作『さちえちゃんグー!!』を描き始めたときに構想としてでき上がっており、その後『ドラゴンボール』の世界観と共通する作品『銀河パトロール ジャコ』へと繋がることになった。
『さちえちゃんグー!!』と違い、設定的にも昔の雰囲気を出すために日本の1960年代から1970年代を念頭にファッションや街並み、小物が描かれた。
鳥山的にはダークヒーローもののつもりだったが、桂には「全然ダークじゃない」と言われている。

### 登場人物（JIYA -ジヤ-）
ジヤ
銀河パトロール隊員。真面目な性格だが態度は大きく、天然な一面がある。地球を調べていた同僚ステスの報告が古い文献と違うため違和感を覚え、自身も地球を調査しにやってきた。山賊から九文字と楓を救ったことで彼らと知り合う。
大柄なボディはスーツであり、本体は小さくデリケートな宇宙人。普段はスーツの姿だが、他の生物の中に入って身体と脳をコントロールでき、脳から知識を引き出すことも可能。水があれば生命を維持でき、スーツのエネルギーも水。地球の水は銀河系でも最高レベルだと評している。
バンパとの対決ではスーツのエネルギー切れを起こし劣勢になるが、楓が持っていた酒を飲んで復活し、酔拳でバンパを圧倒する。
桂が『さちえちゃんグー!!』で描いた銀河パトロール隊員がデザインのモデルになっている。
九文字幸男（きゅうもんじ ゆきお）
楓に仕える使用人。年齢は不明。真面目で奥手な性格。楓にこき使われつつも、3年前から仕えて以来彼女を慕っている。
紅谷楓（べにや かえで）
九文字の主人にあたる令嬢。21歳。わがままな性格。
日本の1960、70年代風のファッションをしており、目にはくどいくらいのアイシャドウを塗っている。
バンパ
人間を襲い、その血を食らう怪人。道楽で若い女性の血を食らい死に至らしめている。バンパか手下の大ノミに逆らうと報復に来て町ごと壊滅させられるため、警察も軍も手が出せない。数千年前から地球にいたが凶暴になったのは最近で、以前は人間の血を食らうが死なせるほどではなかった。また、ジヤのスーツに匹敵する頑丈さとパワーを持っているが、知恵が足りないため目立った存在ではなかった。
その正体はバンパの身体を乗っ取った銀河パトロール隊員ステス。100日ほど前に地球を調べに来たが、銀河パトロールには「地球は人間も環境も救いようのない劣悪な星ゆえ他の星に行く」と偽りの報告をし、連絡を絶っていた。実際には好奇心で人間の身体に入り想像もつかないほどの快感を覚え、人間の血を食らうバンパの快感はさらに極上であると知り、バンパの身体を使って人間狩りを楽しんでいた。元々残忍な性格であり、ジヤのことも気に入っていない。パトロール隊の練習試合でジヤがステスに勝てたのは一度だけだという。
鳥山のネームの絵を基にデザインされており、「凄く禍々しい感じ」をイメージしている。
大ノミ（おおノミ）
巨大なノミの姿をしたバンパの手下たち。血を求めて人間、特に若くて美しい女性を襲う。
本来はカノイ星に棲息しているモガンという生物であり、人間が地球を滅ぼす病原菌であるとみなしたステスが、その一掃を手伝わせるために数を増やし地球へ持ち込んだ。
銀河王（ぎんがおう）
名前のみ登場。銀河一偉大な存在であり、銀河パトロール隊は銀河王の下で約2000億ある銀河系の星々の危機のために動いている。とてつもない不思議な力を持っているとされるが、現在9年の眠りについている。地球は約1年後に巨大隕石が衝突して壊滅することになっており、ステスはそのことから守る価値があるのかどうかを調査しに来たが、バンパとの戦いで九文字たちに助けられたジヤは「銀河王に守る価値ありと報告する」と約束した。